# Serres d'Agenès
Les Serres d'Agenès, (en occità: Sèrras d'Agenés, en francès: Pays de Serres)) és un parçan o comarca d'Occitània situat a la Guiena. La seva vil·la principal és Agen.
Segons la proposta de divisió territorial d'Occitània del diari Jornalet, basada en l'obra de Frederic Zégierman Le Guide des pays de France, Les Serres d'Agenès estaria ubicat a la regió de la Guiena, subregió d'Agenès.
Oficialment, les comunes de les Serres d'Agenès estan adscrites administrativament al departament francès d'Òlt i Garona (centre-est), a la regió administrativa de Nova Aquitània.